# Wanderings in the Interior of New Guinea
Wanderings in the Interior of New Guinea ist ein 1875 beim Londoner Verlag Chapman & Hall erschienener fiktiver Reisebericht eines Captain John A. Lawson. Aufgrund dieses Buches führten mehrere Enzyklopädien wie auch akademische Zeitschriften den 32.783 Fuß (9992 m) hohen „Mount Hercules“ als höchsten Berg der Welt auf. Der bedeutendste Naturforscher, der vehement diesem Reisebericht widersprach, war Alfred Russel Wallace. Er kritisierte, dass die beschriebene Reisezeit in weglosen tropischen Regenwäldern unrealistisch sei, und dass die Größe Neuguineas in grober Weise überschätzt wurde, obwohl durch frühere Expeditionen die Ausmaße der Insel bekannt gewesen seien.
1876 und 1901 protestierten Leserbriefe im New England Journal of Education gegen die falsche Nennung von Mount Hercules als höchster Berg der Welt. Schon 1856 wurde die Höhe des Mount Everest mit 8840 Metern sehr genau berechnet – allerdings blieben zu jener Zeit noch viele Gebirgszüge unerforscht, und die Entdeckung eines deutlich höheren Berges wäre durchaus plausibel gewesen.
Die angebliche Landung Lawsons auf Neuguinea fand im Juni 1872 statt. Als John Moresby von seiner Expedition mit dem Raddampfer Basilisk von der Kartierung der neuguineischen Küste nach London zurückkehrte, brach in der Zeitschrift Athenaeum ein erbitterter Streit zwischen Lawson und Moresby aus. Als Moresby die Schilderungen Lawsons Punkt für Punkt widerlegte, erwiderte Lawson, dass er sich diese Kritik nicht gefallen lassen müsse – denn Moresby habe das Landesinnere gar nie betreten und könne daher gar keine relevanten Kenntnisse besitzen.
Verschiedene Personen werden als Urheber von Lawsons Reisebericht vermutet; und zwei von ihnen stehen hervor: William Edington Armit (1848 – 1901), ein Polizist aus Queensland, der später im britischen Neuguinea tätig war, und Robert Henry Armit (1844 – ?), ein Leutnant der Royal Navy, der Erfahrung in der Kartierung der australischen Gewässer besaß und später als Funktionär der Kolonisations-Gesellschaft von Neuguinea wirkte. Auch soll Lawsons Frontispiz, welches Mount Hercules zeigt, so sehr Robert Armits Frontispiz von Mount Egmont (Neuseeland) ähneln, dass man eine zufällige Ähnlichkeit ausschließen könne.